# Magyarország Alkotmánybírósága

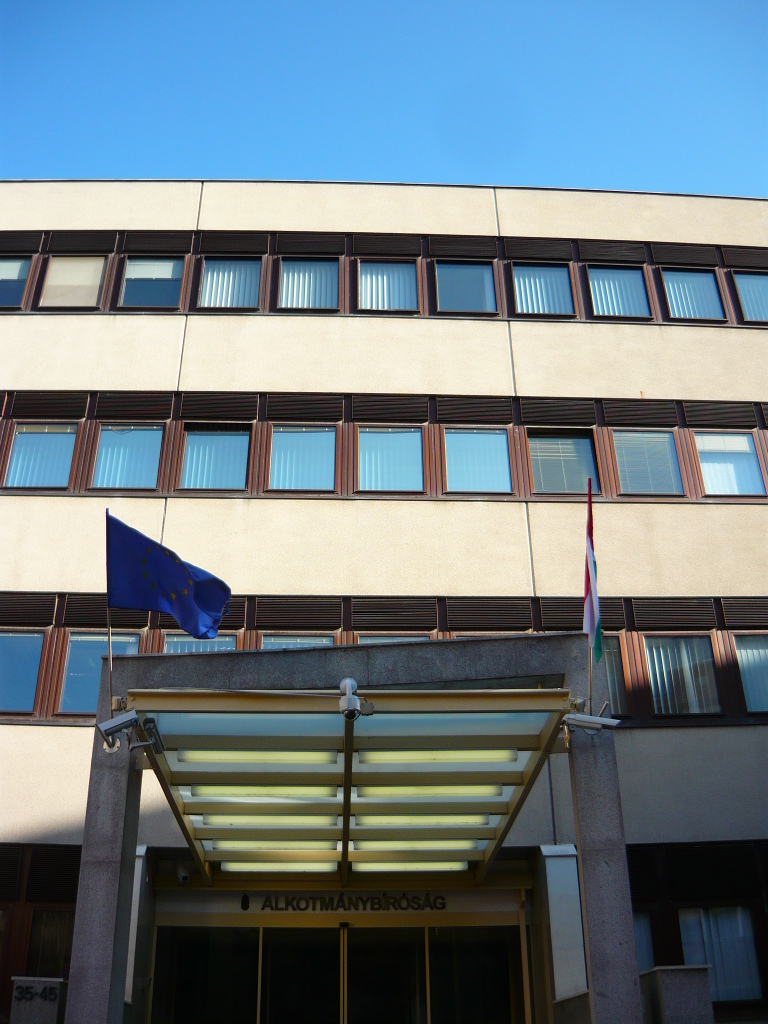
Az Alkotmánybíróság bejárata

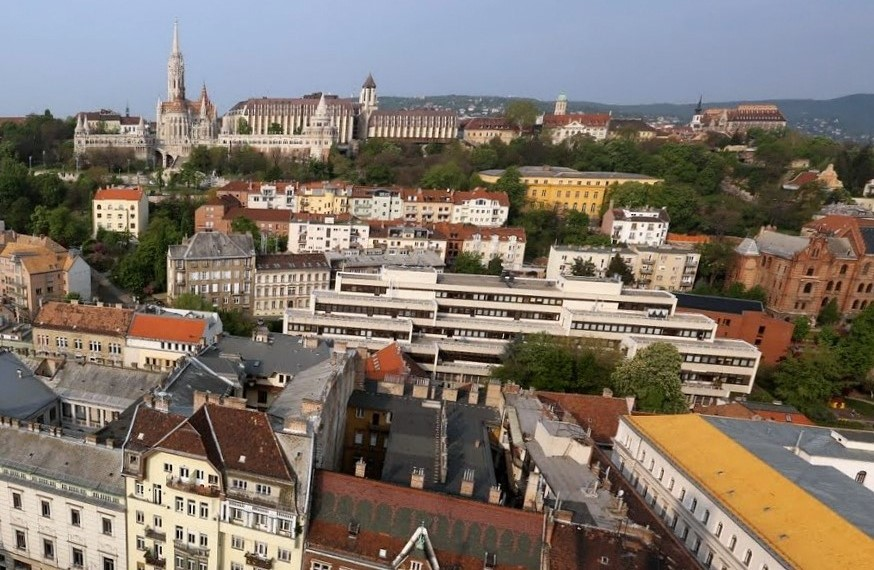
Madártávlatból az Alkotmánybíróság épülete (a nagy, lapos tetős, fehér épület)

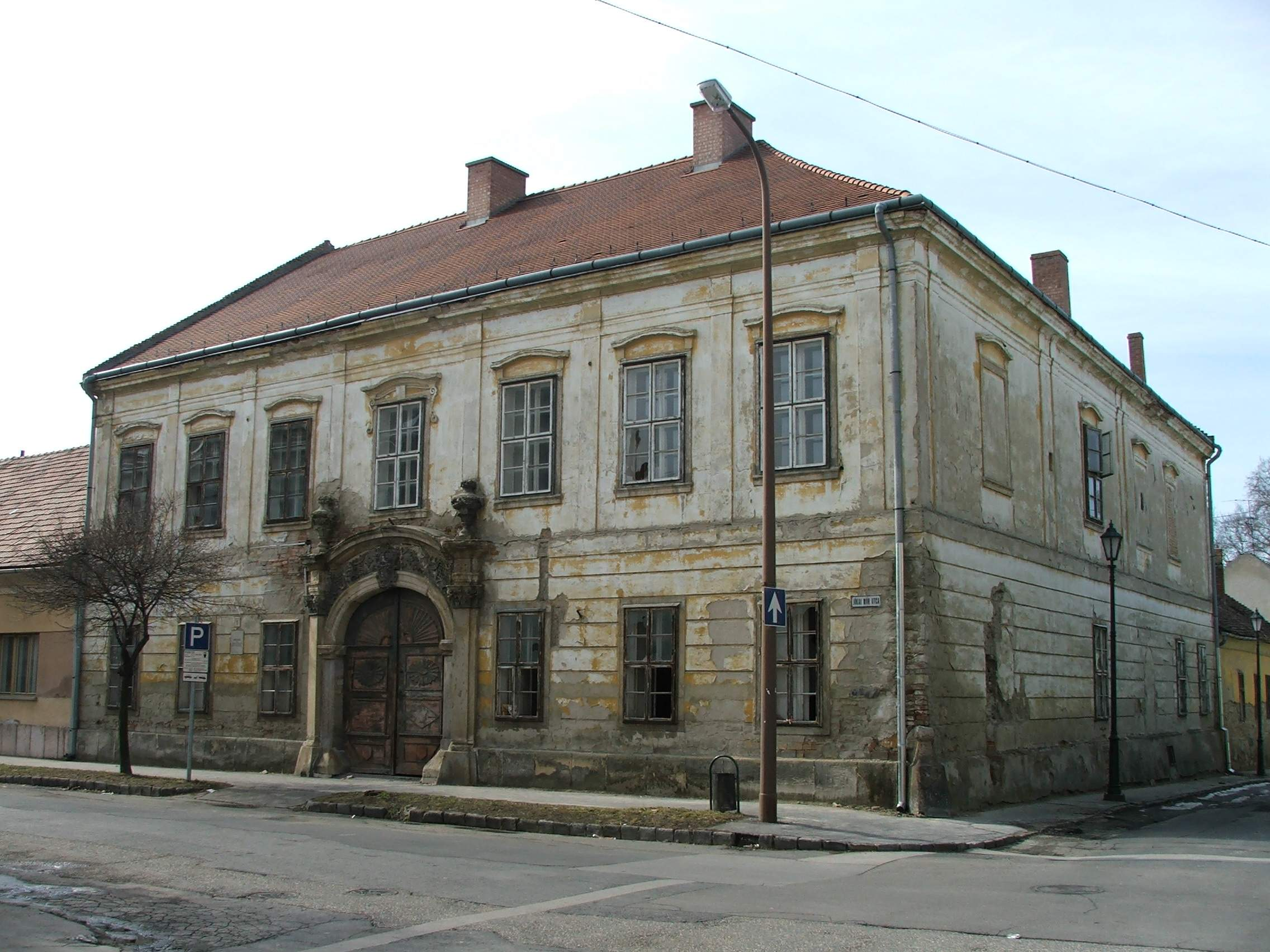
Az esztergomi Sándor-palota épülete, melyet a rendszerváltáskor az Alkotmánybíróság székhelyének szántak

Az Alkotmánybíróság Magyarország jogalkotói hatalmat korlátozó, bírói jellegű szervezete.
Az alkotmánybíróságoknak általában az a feladatuk, hogy a többség jogait az egyénnel szemben korlátozó, jogállami jellegű alkotmány vívmányait megóvják a többségi jogalkotó esetleges önkényével szemben. A magyarországi Alkotmánybíróság a rendszerváltás alkotmányos reformjaként más országok, elsősorban Németország, alkotmánybíróságai mintájára jött létre. A rendszerváltástól 2012. január 1-jéig hivatalos székhelye Esztergom volt. Itt iktatták be Bihari Mihályt a magyar történelmi alkotmányt jelképező Aranybulla előtt. Első, nagy hatású elnöke Sólyom László, aki később a köztársaság elnöke lett.

## Létrejötte
Az Alkotmánybíróság létrehozásáról 1989 januárjában határozott az Országgyűlés, a szervezetről, hatáskörről azonban már a rendszerváltást előkészítő háromoldalú politikai egyeztető tárgyalásokon született döntés. Az ezeken a tárgyalásokon elért megállapodásnak megfelelően 1989 októberében módosította az Országgyűlés az Alkotmányt és fogadta el az Alkotmánybíróságról szóló alapvető rendelkezéseket tartalmazó 32/A. §-t.
Az Alkotmánynak ezek az új szabályai már a rendszerváltás igényeit fejezték ki. Az új intézmény létrehozásának célja a jogállam megteremtésének, az alkotmányos rend és az alapjogok védelmének elősegítése volt. Az Alkotmánybíróságról szóló 1989. évi XXXII. törvényt 1989. október 19-én fogadta el, és október 30-án léptette hatályba az Országgyűlés. Az Alkotmánybíróság 1990. január 1-jén kezdte meg működését.
Az Alkotmánybíróság tevékenységét 2011. január 1-jétől az Alaptörvény 24. cikke és számos más rendelkezése, valamint az Alkotmánybíróságról szóló 2011. évi CLI. törvény szabályozza. A működést a testület teljes ülése által elfogadott ügyrend határozza meg.

## Jogállása, szervezete és eljárása
Az Alkotmánybíróság az Alaptörvény védelmének legfőbb szerve. Feladata a jogszabályok alkotmányosságának felülvizsgálata, az alkotmányos rend és az Alaptörvényben biztosított alapjogok védelme. Az Alkotmánybíróság nem része az igazságszolgáltatási szervezetnek, költségvetése a központi költségvetés szerkezeti rendjében önálló fejezet, melyet úgy kell megállapítani, hogy ne legyen kevesebb az előző évi központi költségvetésben megállapított összegnél. Az Alkotmánybíróságnak tizenöt tagja van, akiket az Országgyűlés választ meg a jelenlévő képviselők kétharmados többségével tizenkét évre. A tagok mandátuma – a korábbi szabályozással szemben – nem megújítható és megbízatásuk abban az esetben is megszűnik, ha a mandátumukat még nem töltötték ki, de betöltötték a hetvenedik életévüket. Az alkotmánybírák közül az Országgyűlés választja meg a testület elnökét, aki a testületben betöltött mandátuma végéig viseli e tisztséget. Az Alkotmánybíróság elnökhelyettesét a tagok önmaguk közül titkosan választják.
Az Alkotmánybíróság székhelye Budapest. Korábban a testület székhelyéül Esztergomot jelölte meg a törvény, de ott a működési feltételek kezdettől fogva hiányoztak. Ezért az Alkotmánybíróság megalakulása óta Budapesten működik. Az Alkotmánybíróság határozatai mindenkire kötelezőek és megfellebbezhetetlenek. Az Alkotmánybíróság döntéseit teljes ülésben, tanácsban vagy egyesbíróként eljárva hozza meg. A határozatokat szótöbbséggel hozzák. Az Alkotmánybíróság igazgatási munkaszervezete az Alkotmánybíróság Hivatala, ami ellátja a testület szervezeti működtetési, ügyviteli és döntés-előkészítési feladatait. Az Alkotmánybíróság Hivatalát a főtitkár vezeti. A főtitkárt az elnök javaslatára a teljes ülés választja meg.
Az Alkotmánybíróság határozatai közül a Magyar Közlönyben jelennek meg azok a határozatok, amelyek jogszabály megsemmisítését mondják ki vagy az Alaptörvény valamely rendelkezését értelmezik. Valamennyi határozatot és ügyet befejező végzést közzé tesz “Az Alkotmánybíróság Határozatai” című hivatalos, a testület honlapján megjelenő online közlöny. A többségi szavazattal elfogadott határozat szövege mellett közzétételre kerül a határozathozatalnál kisebbségben maradt alkotmánybírók álláspontja (különvélemény, párhuzamos indokolás) is. A törvény szerint az Alkotmánybíróság szervezetére és eljárására vonatkozó részletes szabályokat az ügyrend állapítja meg, amit az Alkotmánybíróság teljes ülésén hozott határozatával maga alkot meg. Az Alkotmánybíróság 1990–2009 között öt és félezer határozatot és végzést tett közzé, az utóbbi években átlagosan évi félezret.

## Feladata
A magyar Alkotmánybíróság intézményét 2011 végéig a Magyar Köztársaság Alkotmánya határozta meg (IV. fejezet). 2012. január 1-jétől Magyarország Alaptörvényének 24. cikke értelmében az Alkotmánybíróság feladatai a következők:
- vizsgálja az Országgyűlés által elfogadott, de ki nem hirdetett törvények Alaptörvénnyel való összhangját;
- bírói kezdeményezésre felülvizsgálja az egyedi ügyekben alkalmazandó jogszabályok Alaptörvénnyel való összhangját;
- alkotmányjogi panasz alapján felülvizsgálja az egyedi ügyekben alkalmazott jogszabály vagy a bírói döntés Alaptörvénnyel való összhangját;
- a Kormány, az országgyűlési képviselők egynegyede, a Kúria elnöke, a legfőbb ügyész vagy az alapvető jogok biztosa kezdeményezésére felülvizsgálja a jogszabályok Alaptörvénnyel való összhangját;
- vizsgálja a jogszabályok nemzetközi szerződésbe ütközését;
- az Alaptörvényben és más sarkalatos törvényben meghatározott további feladat- és hatásköröket gyakorol.

### Feladat- és hatáskörei
1. Az Alaptörvénnyel való összhang előzetes vizsgálata (előzetes normakontroll) annak megelőzésére, hogy a parlament alkotmányellenes törvényt hozzon létre. A már elfogadott, de a még ki nem hirdetett törvény, az Országgyűlés ügyrendje, nemzetközi szerződés esetében jelenik meg. Köztársasági elnök alkotmányossági vétója törvény esetén.
2. Az Alaptörvénnyel való összhang utólagos vizsgálata (utólagos normakontroll): meghatározott kör kezdeményezheti valamely jogszabály, vagy állami irányítás egyéb jogi eszköze alkotmányosságának megállapítására. Végeredmény a jogi norma teljes vagy részleges megsemmisítése.
3. Bírói kezdeményezés egyedi normakontroll eljárás iránt: ha a bírónak az előtte folyamatban lévő egyedi ügy elbírálása során olyan jogszabályt kellene alkalmaznia, melynek alaptörvény-ellenességét észleli, úgy kezdeményezheti az Alkotmánybíróságnál a jogszabályi rendelkezés alaptörvény-ellenességének megállapítását a bírósági eljárás felfüggesztése mellett.
4. Alkotmányjogi panasz: az Alaptörvényben biztosított jogok védelmének az eszköze. Az fordulhat ilyen esetben az AB-hez, akit sérelem ért alaptörvény-ellenes jogszabály alkalmazása miatt, és minden más jogorvoslati lehetőséget kimerített, vagy nincs biztosítva számára jogorvoslati lehetőség. Végeredmény: a jogszabály alkalmazásának tilalma.
5. Nemzetközi szerződésbe ütközés vizsgálata: jogszabály vagy állami irat. Kérelemre és hivatalból is eljárhat az AB ekkor. Kezdeményezheti az eljárást, például országgyűlési képviselők egynegyede, a Kormány, a Kúria elnöke, a legfőbb ügyész, valamint az alapvető jogok biztosa.
6. Az Országgyűlés népszavazás elrendelésével összefüggő határozatának vizsgálata: az Országgyűlés népszavazást elrendelő, vagy elutasító határozatának Alaptörvénnyel való összhangját vizsgálhatja meg az AB. A vizsgálatot bárki kezdeményezheti az országgyűlési határozat közzétételét követő tizenöt napon belül. Az Alkotmánybíróság az indítványt harminc napon belül elbírálja.
7. Az Országgyűlés vallási tevékenységet végző szervezet elismerésében összefüggő döntésének vizsgálatát az érintett szervezete kezdeményezheti az AB-nál a határozat közzétételét követő 15 napon belül.
8. Alaptörvény-ellenesen működő képviselő-testület feloszlatásával kapcsolatban az AB a Kormány indítványa alapján elvi véleményt nyilvánít.
9. Vallási közösség alaptörvény-ellenes működésével összefüggésben az AB a Kormány vagy bíróság indítványa alapján elvi véleményt nyilvánít.
10. A köztársasági elnök tisztségtől való megfosztása során az AB lefolytatja az eljárást.
11. Hatásköri összeütközés (hatásköri vita) feloldása az állami szervek egymás közötti vagy önkormányzati szervekkel kapcsolatban felmerülő, illetve az önkormányzati szervek egymás közötti hatásköri vitáinak megoldásáról szól.
12. Az önkormányzati rendelet, a közjogi szervezetszabályozó eszközök és jogegységi határozatok vizsgálata.
13. Az Alaptörvény értelmezése. Meghatározott személyi kör indítványozhatja, például az Országgyűlés vagy annak bizottsága, köztársasági elnök, alapvető jogok biztosa.

## Az Alkotmánybíróság tagjai
Az Alaptörvény kimondja, hogy az Alkotmánybíróság tagjait az Országgyűlés választja és meghatározza a választás szabályait. A pártatlanságot biztosítja az a szabály, amely szerint az Alkotmánybíróság tagjára az Országgyűlésben képviselettel rendelkező pártok képviselő csoportjainak egy-egy tagjából álló jelölő bizottság tesz javaslatot, és a megválasztáshoz az országgyűlési képviselők kétharmadának szavazata szükséges.
Az alkotmánybírókkal szemben támasztott szakmai követelményeket fogalmazza meg az a szabály, amely szerint kiemelkedő elméleti tudású, vagy legalább húszéves szakmai gyakorlattal rendelkező jogász választható az Alkotmánybíróság tagjává. A megbízatás tizenkét évre szól és nem újítható meg. Az alkotmánybírói tisztség a 70. életév betöltésével megszűnik.
Az Alkotmánybíróság önállóságának és függetlenségének garantálására a törvény összeférhetetlenségi okokat állapít meg. Az Alkotmánybíróság tagja nem lehet parlamenti képviselő, önkormányzati testület tagja, érdekképviseleti szerv vezetője és politikai párt tagja; tudományos, oktató, irodalmi és művészeti tevékenység kivételével más kereső foglalkozást nem folytathat. Ugyancsak a függetlenség garanciái közé tartozik a bírákat megillető, az országgyűlési képviselőkével azonos mentelmi jog. Az alkotmánybírót az Országgyűlés nem hívhatja vissza, tisztségétől csak a teljes ülés foszthatja meg a törvényben felsorolt esetekben.
Az eredeti elgondolás szerint három egymást követő időpontban öt-öt, összesen tizenöt alkotmánybíró megválasztására került volna sor, de 1994-ben az Alkotmányt módosították, és e szerint a módosított szabály szerint az alkotmánybírák száma tizenegy. Az első öt alkotmánybírót 1989 végén választották meg, újabb öt alkotmánybírót pedig az 1990-es országgyűlési választásokat követően. Az 1990 óta eltelt idő alatt az Országgyűlés több alkalommal választott új alkotmánybírákat azok helyébe, akiknek megbízatása megszűnt, illetve megbízás megújítására is került már sor.

## Az alkotmánybírák választása
Az Alkotmánybíróság tizenöt tagját az Országgyűlés választja. Az Alkotmánybíróság tagjaira az Országgyűlésben képviselettel rendelkező pártok képviselő csoportjainak egy-egy tagjából álló jelölő bizottság tesz javaslatot. Az Alkotmánybíróság tagjainak megválasztásához az országgyűlési képviselők kétharmadának szavazata szükséges.

### Kritikák
Magyarországon szinte állandó problémát jelent az Alkotmánybíróság tagjainak megválasztása. Ennek oka az, hogy annak a törvényhozásnak a tagjai választják az alkotmánybírókat, akiknek a hatalmát hivatott az Alkotmánybíróság korlátozni.

## Az Alkotmánybíróság kibővítése
2011. június 27-én az Országgyűlés az Alkotmánybíróság tagjainak számát tizenegyről tizenötre emelte. A 2011 márciusában elfogadott, de csak 2012-ben hatályba lépő új alkotmány már tizenöt fős alkotmánybíróságot ír elő, de az Országgyűlés a hatályos alkotmányt módosítva már 2011. szeptember 1-jei hatállyal kibővítette az Alkotmánybíróságot. A törvényhozás egyúttal meg is választotta az egy betöltetlen helyre és a bővítéssel keletkezett négy új helyre Dienes-Oehm Egon volt nagykövetet, nemzetközi magánjogászt, Balsai István fideszes országgyűlési képviselőt, volt igazságügyminisztert, Pokol Béla egyetemi tanárt, Szalay Péter ügyvédet és Szívós Mária bírót. Az új alkotmánybírák hivatali idejének kezdete 2011. szeptember 1.

## Elnökök (1990–)
| Elnök | Elnök                          | Terminus           | Terminus           | Iskolái |
| Elnök | Elnök                          | Kezdete            | Vége               | Iskolái |
| ----- | ------------------------------ | ------------------ | ------------------ | --- |
| 1     | Sólyom László (1942–2023)      | 1990. július 30.   | 1998. november 23. | Pécsi Tudományegyetem Állam- és Jogtudományi Kar                                                               |
| 2     | Németh János (1933–2021)       | 1998. november 24. | 2003. július 31.   | Eötvös Loránd Tudományegyetem Állam- és Jogtudományi Kar                                                       |
| 3     | Holló András (1943–)           | 2003. augusztus 1. | 2005. november 12. | Eötvös Loránd Tudományegyetem Állam- és Jogtudományi Kar                                                       |
| 4     | Bihari Mihály (1943–)          | 2005. november 13. | 2008. július 2.    | Eötvös Loránd Tudományegyetem Állam- és Jogtudományi Kar                                                       |
| 5     | Paczolay Péter (1956–)         | 2008. július 3.    | 2015. február 24.  | Eötvös Loránd Tudományegyetem Állam- és Jogtudományi Kar                                                       |
| 6     | Lenkovics Barnabás (1950–2025) | 2015. február 25.  | 2016. április 21.  | Eötvös Loránd Tudományegyetem Állam- és Jogtudományi Kar                                                       |
| 7     | Sulyok Tamás (1956–)           | 2016. április 22.  | 2016. november 21. | József Attila Tudományegyetem Állam- és Jogtudományi Kar                                                       |
| 7     | Sulyok Tamás (1956–)           | 2016. november 22. | 2024. március 4.   | József Attila Tudományegyetem Állam- és Jogtudományi Kar                                                       |
| -     | Salamon László (1947–)         | 2024. március 5.   | 2024. június 10.   | Eötvös Loránd Tudományegyetem Állam- és Jogtudományi Kar                                                       |
| 8     | Juhász Imre (1963–)            | 2024. június 11.   | 2025. április 3.   | Eötvös Loránd Tudományegyetem Állam- és Jogtudományi Kar                                                       |
| -     | Horváth Attila (1959–)         | 2025. április 4.   | 2025. június 10.   | Eötvös Loránd Tudományegyetem Állam- és Jogtudományi Kar Eötvös Loránd Tudományegyetem Bölcsészettudományi Kar |
| 9     | Polt Péter (1955–)             | 2025. június 11.   | hivatalban         | Eötvös Loránd Tudományegyetem Állam- és Jogtudományi Kar                                                       |

## A jelenlegi alkotmánybírák
| Bíró | Bíró                            | Hivatalba lépés       | Iskolái |
| ---- | ------------------------------- | --------------------- | --- |
| 1    | Czine Ágnes (1958–)             | 2014. november 15.    | Eötvös Loránd Tudományegyetem Állam- és Jogtudományi Kar                                                       |
| 2    | Handó Tünde (1962–)             | 2020. január 1.       | Eötvös Loránd Tudományegyetem Állam- és Jogtudományi Kar                                                       |
| 3    | Haszonicsné Ádám Mária (1955–)  | 2023. szeptember 2.   | Eötvös Loránd Tudományegyetem Állam- és Jogtudományi Kar                                                       |
| 4    | Hende Csaba (1960–)             | 2025. június 1.       | Eötvös Loránd Tudományegyetem Állam- és Jogtudományi Kar                                                       |
| 5    | Horváth Attila (1959–)          | 2016. december 1.     | Eötvös Loránd Tudományegyetem Állam- és Jogtudományi Kar Eötvös Loránd Tudományegyetem Bölcsészettudományi Kar |
| 6    | Hörcherné Marosi Ildikó (1957–) | 2016. december 1.     | Eötvös Loránd Tudományegyetem Állam- és Jogtudományi Kar                                                       |
| 7    | Juhász Miklós (1952–)           | 2020. április 15.     | Eötvös Loránd Tudományegyetem Állam- és Jogtudományi Kar                                                       |
| 8    | Kozma Ákos* (1972–)             | 2025. szeptember 26.. | Eötvös Loránd Tudományegyetem Állam- és Jogtudományi Kar                                                       |
| 9    | Lomnici Zoltán (1954–)          | 2023. szeptember 2.   | Eötvös Loránd Tudományegyetem Állam- és Jogtudományi Kar                                                       |
| 10   | Márki Zoltán (1960–)            | 2021. június 22.      | Eötvös Loránd Tudományegyetem Állam- és Jogtudományi Kar                                                       |
| 11   | Patyi András (1969–)            | 2023. szeptember 2.   | József Attila Tudományegyetem Állam- és Jogtudományi Kar                                                       |
| 12   | Polt Péter (1955–)              | 2025. június 10.      | Eötvös Loránd Tudományegyetem Állam- és Jogtudományi Kar                                                       |
| 13   | Schanda Balázs (1968–)          | 2016. december 1.     | Eötvös Loránd Tudományegyetem Állam- és Jogtudományi Kar                                                       |
| 14   | Szabó Marcel (1970–)            | 2016. december 1.     | Eötvös Loránd Tudományegyetem Állam- és Jogtudományi Kar                                                       |
| 15   | Varga Réka (1977–)              | 2023. szeptember 2.   | Eötvös Loránd Tudományegyetem Állam- és Jogtudományi Kar                                                       |

* megválasztva, de még nem lépett hivatalba.

## Korábbi alkotmánybírák
(Az Alkotmánybíróság elnökei félkövérre szedve)
| Bíró                               | Hivatal kezdete                                         | Hivatal vége         |
| ---------------------------------- | ------------------------------------------------------- | -------------------- |
| Sólyom László (1942–2023)          | 1989. november 23.                                      | 1998. november 23.   |
| Sólyom László (1942–2023)          | helyettes elnök: 1989. november 23. – 1990. július 30.  |                      |
| Sólyom László (1942–2023)          | elnök: 1990. július 30. – 1998. november 23.            |                      |
| Ádám Antal (1930–2020)             | 1989. november 23.                                      | 1998. november 23.   |
| Kilényi Géza (1936–2016)           | 1989. november 23.                                      | 1998. november 23.   |
| Solt Pál (1937–)                   | 1989. november 23.                                      | 1990. június 25.     |
| Zlinszky János (1928–2015)         | 1989. november 23.                                      | 1998. március 7.     |
| Vörös Imre (1944–)                 | 1990. július 2.                                         | 1999. július 2.      |
| Tersztyánszky Ödön (1929–2022)     | 1990. július 2.                                         | 1999. július 2.      |
| Schmidt Péter (1926–2022)          | 1990. július 2                                          | 1996. december 27.   |
| Lábady Tamás (1944–2017)           | 1990. július 2.                                         | 1999. július 2.      |
| Lábady Tamás (1944–2017)           | helyettes elnök: 1993. május 24. – 1998. november 24.   |                      |
| Herczegh Géza (1928–2010)          | 1990. július 2.                                         | 1993. május 24.      |
| Herczegh Géza (1928–2010)          | helyettes elnök: 1990. július 30. – 1993. május 24.     |                      |
| Szabó András (1928–2011)           | 1990. július 24.                                        | 1998. február 19.    |
| Holló András (1943–)               | 1996. november 12.                                      | 2013. április 2.     |
| Holló András (1943–)               | helyettes elnök: 1998. november 24. – 2003. július 31.  |                      |
| Holló András (1943–)               | elnök: 2003. augusztus 1. – 2005. november 12.          |                      |
| Holló András (1943–)               | helyettes elnök: 2008. július – 2011. július 11.        |                      |
| Bagi István (1942–2021)            | 1997. június 17.                                        | 2006. június 17.     |
| Németh János (1933–2021)           | 1997. június 17.                                        | 2003. július 31.     |
| Németh János (1933–2021)           | elnök: 1998. november 24. – 2003. július 31.            |                      |
| Erdei Árpád (1939–2021)            | 1998. március 10.                                       | 2007. március 10.    |
| Erdei Árpád (1939–2021)            | helyettes elnök: 2003. augusztus 1. – 2007. március 10. |                      |
| Kiss László (1951–)                | 1998. március 10                                        | 2016. március 10.    |
| Czúcz Ottó (1946–)                 | 1998. december 28.                                      | 2004. április 30.    |
| Harmathy Attila (1937–2022)        | 1998. december 28.                                      | 2007. április 20.    |
| Strausz János (1934–2020)          | 1998. december 28                                       | 2004. december 21.   |
| Bihari Mihály (1943–)              | 1999. július 3.                                         | 2008. július 3.      |
| Bihari Mihály (1943–)              | 2010. július 22.                                        | 2013. február 24.    |
| Bihari Mihály (1943–)              | elnök: 2005. november 13. – 2008. július 2.             |                      |
| Kukorelli István (1952–)           | 1999. július 3.                                         | 2008. július 3.      |
| Tersztyánszkyné Vasadi Éva (1936–) | 1999. július 3.                                         | 2006. február 23.    |
| Bragyova András (1950–2020)        | 2005. szeptember 26.                                    | 2014. szeptember 26. |
| Kovács Péter (1959–)               | 2005. szeptember 26.                                    | 2014. szeptember 26. |
| Balogh Elemér (1958–)              | 2005. november 14.                                      | 2014. november 14.   |
| Paczolay Péter (1956–)             | 2006. február 24.                                       | 2015. február 24.    |
| Paczolay Péter (1956–)             | helyettes elnök: 2007. március 10. – 2008. július 3.    |                      |
| Paczolay Péter (1956–)             | elnök: 2008. július 3. – 2015. február 24.              |                      |
| Trócsányi László (1956–)           | 2007. március 19.                                       | 2010. szeptember 30. |
| Lenkovics Barnabás (1950–2025)     | 2007. április 21.                                       | 2016. április 21.    |
| Lenkovics Barnabás (1950–2025)     | elnök: 2015. február 25. – 2016. április 21.            |                      |
| Lévay Miklós (1954–)               | 2007. április 21.                                       | 2016. április 21.    |
| Stumpf István (1957–)              | 2010. július 22.                                        | 2019. július 22.     |
| Balsai István (1947–2020)          | 2011. szeptember 1.                                     | 2020. március 1.     |
| Dienes-Oehm Egon (1945–)           | 2011. szeptember 1.                                     | 2023. szeptember 1.  |
| Pokol Béla (1950–)                 | 2011. szeptember 1.                                     | 2023. szeptember 1.  |
| Szalay Péter (1960–2024)           | 2011. szeptember 1.                                     | 2023. szeptember 1.  |
| Szívós Mária (1949–)               | 2011. szeptember 1.                                     | 2023. szeptember 1.  |
| Salamon László (1947–)             | 2013. február 25.                                       | 2025. február 25.    |
| Salamon László (1947–)             | helyettes elnök: 2024. március 5. – 2024. június 10.    |                      |
| Juhász Imre (1963–)                | 2013. április 3.                                        | 2025. április 3.     |
| Juhász Imre (1963–)                | elnök: 2024. június 11. – 2025. április 3.              |                      |
| Sulyok Tamás (1956–)               | 2014. szeptember 27.                                    | 2024. március 4.     |
| Sulyok Tamás (1956–)               | helyettes elnök: 2016. április 22. – 2016. november 21. |                      |
| Sulyok Tamás (1956–)               | elnök: 2016. november 22. – 2024. március 4.            |                      |
| Varga Zsolt András (1968–)         | 2014. szeptember 27.                                    | 2020. október 16.    |